# Makrokylindrus longipes
Makrokylindrus longipes är en kräftdjursart som först beskrevs av Sars 1871.  Makrokylindrus longipes ingår i släktet Makrokylindrus och familjen Diastylidae. Inga underarter finns listade i Catalogue of Life.